# 鼻窒
鼻窒是以鼻塞时轻时重，或双侧鼻窍交替堵塞，反复发作，经久不愈，甚至嗅觉失灵为特征的慢性鼻病。本病男女老幼均可发生，无季节性和地区性，在受凉受湿更加明显。相当于西医的慢性鼻炎。

## 外部連結
- 鼻塞 （页面存档备份，存于） 中藥方劑圖像數據庫 (香港浸會大學中醫藥學院) （中文）（英文）